# ستار جونز
ستار جونز (بالإنجليزية: Star Jones)‏ هي صحفية ومحامية أمريكية، ولدت في 24 مارس 1962 في بادن في الولايات المتحدة.

## وصلات خارجية
- ستار جونز على موقع IMDb (الإنجليزية)
- ستار جونز على موقع إن إن دي بي (الإنجليزية)
- ستار جونز على موقع قاعدة بيانات الفيلم (الإنجليزية)